# 云南崖豆
云南崖豆（学名：Millettia pulchra var. yunnanensis）为豆科崖豆藤属下的一个变种。

## 扩展阅读
- 維基物種上的相關：云南崖豆